# Makenzie Fischer
Makenzie Fischer, född 29 mars 1997 i Laguna Beach i Kalifornien, är en amerikansk vattenpolospelare. Hon ingick i USA:s landslag i damernas turnering i vattenpolo vid olympiska sommarspelen 2016 och 2020 och tog två successiva OS-guld.
Efter skoltiden vid Laguna Beach High School studerade Fischer vid Stanford University där hon spelade vattenpolo för Stanford Cardinal tillsammans med systern Aria Fischer. Hon tog VM-guld 2015, 2017 och 2019 samt guld vid panamerikanska spelen 2015 och 2019.